# Just Kwaou-Mathey
Just Kwaou-Mathey (ur. 4 grudnia 1999) – francuski lekkoatleta specjalizujący się w biegach płotkarskich.
Piąty płotkarz młodzieżowych mistrzostw Europy w Tallinnie (2021). W 2022 osiągnął półfinał mistrzostw świata w Eugene oraz stanął na najniższym stopniu podium mistrzostw Starego Kontynentu w Monachium. W 2023 zdobył brązowy medal w biegu na 60 m przez płotki na halowych mistrzostwach Europy w Stambule. Rok później wywalczył medal z tego samego kruszcu w halowym czempionacie globu. W 2025 zdobył brąz halowego czempionatu Starego Kontynentu.
Medalista mistrzostw Francji oraz reprezentant kraju na drużynowych mistrzostwach Europy.

## Osiągnięcia
| Rok  | Impreza                                 | Miejsce   | Konkurencja                | Lokata     | Wynik  |
| ---- | --------------------------------------- | --------- | -------------------------- | ---------- | ------ |
| 2019 | Młodzieżowe mistrzostwa Europy          | Gävle     | bieg na 110 m przez płotki | półfinał   | 13,97  |
| 2021 | Superliga drużynowych mistrzostw Europy | Chorzów   | bieg na 110 m przez płotki | 5. miejsce | 13,75  |
| 2021 | Młodzieżowe mistrzostwa Europy          | Tallinn   | bieg na 110 m przez płotki | 5. miejsce | 13,59  |
| 2022 | Mistrzostwa świata                      | Eugene    | bieg na 110 m przez płotki | półfinał   | 13,25w |
| 2022 | Mistrzostwa Europy                      | Monachium | bieg na 110 m przez płotki | 3. miejsce | 13,33  |
| 2023 | Halowe mistrzostwa Europy               | Stambuł   | bieg na 60 m przez płotki  | 3. miejsce | 7,59   |
| 2023 | Mistrzostwa świata                      | Budapeszt | bieg na 110 m przez płotki | półfinał   | 13,31  |
| 2024 | Halowe mistrzostwa świata               | Glasgow   | bieg na 60 m przez płotki  | 3. miejsce | 7,47   |
| 2025 | Halowe mistrzostwa Europy               | Apeldoorn | bieg na 60 m przez płotki  | 3. miejsce | 7,50   |

## Rekordy życiowe
- Bieg na 60 metrów przez płotki (hala) – 7,43 (10 lutego 2024, Liévin)
- Bieg na 110 metrów przez płotki – 12,99 (3 sierpnia 2025, Talence)